# Кривское (Рязанская область)
Кривское — село в Сараевском районе Рязанской области России, административный центр Кривского сельского поселения.

## История
Первые поселенцы, братья Кривские прибыли сюда из Козловского уезда. Они осели в Борецском стане на реке Вёрде.
В качестве сельца Кривское упоминается в Козловских писцовых книгах 1640 года, где оно значится в Борецком стану. В окладных книгах 1676 года Кривское показано уже селом с церковью Рождества Христова. В 1788 году церковь с прежнем храмонаименованием была окончена постройкой и иерей Феодор Андреев просил об освящении её. В 1800 году устроен был придел в честь св. Иоанна воина. В 1831 году согласно прошению причта и прихожан дозволено было старую колокольню перенести к новой церкви. 
В XIX — начале XX века село входило в состав Сараевской волости Сапожковского уезда Рязанской губернии. В 1906 году в селе было 298 дворов.
С 1929 года село являлось центром Кривского сельсовета Сараевского района Рязанского округа Московской области, с 1937 года — в составе Рязанской области, с 2005 года — центр Кривского сельского поселения.

## Население
| 1859 | 1897  | 1906  | 2010  |
| ---- | ----- | ----- | ----- |
| 1258 | ↗1821 | ↗1986 | ↘1036 |

## Современное состояние
В селе функционирует ЗАО «Кривское АО», руководитель — Сандин Сергей Михайлович, число работающих — 199 человек.